# Simon Abkarian

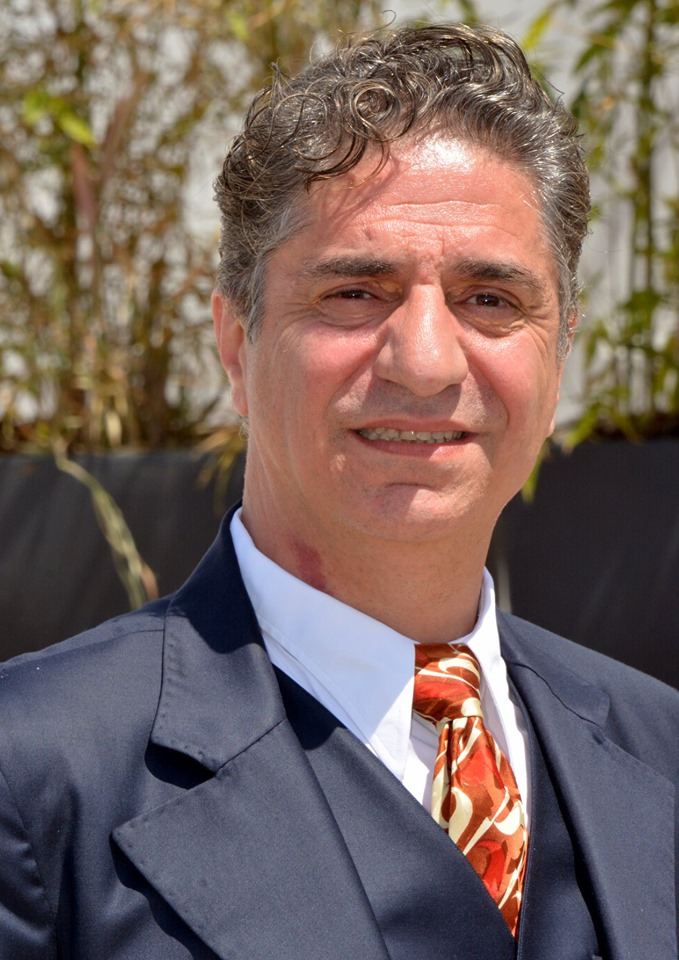
Simon Abkarian (2019)

Simon Abkarian (armenisch Սիմոն Աբգարեան; * 5. März 1962 in Gonesse) ist ein französischer Schauspieler armenischer Abstammung.

## Leben und Karriere
Nachdem Abkarian seine Kindheit im Libanon verbracht hatte, wo es eine große armenische Gemeinde gibt, zog er nach Los Angeles um, wo er Mitglied einer armenischen Theatergruppe unter der Führung von Gérald Papazian wurde. 1985 kehrte er nach Paris zurück und trat dem Théâtre du Soleil von Ariane Mnouchkine bei.
Zu Abkarians Schaffen von über 80 Produktionen gehören unter anderem Atom Egoyans Ararat aus dem Jahr 2002 und Sally Potters Yes von 2004, in denen er die männliche Hauptrolle spielte. 2006 stand er für die Rolle des Alex Dimitrios im 21. James-Bond-Film Casino Royale vor der Kamera. Im Jahr 2007 folgten mehrere Auftritte in der Fernsehserie Spooks – Im Visier des MI5. Seither war er in verschiedenen Film- und Fernsehproduktionen zu sehen.

## Filmografie (Auswahl)
- 1992: Kleine Fische, große Fische (Riens du tout)
- 1996: … und jeder sucht sein Kätzchen (Chacun cherche son chat)
- 2002: The Truth About Charlie
- 2003: Ihr letzter Coup (Ni pour, ni contre (bien au contraire))
- 2004: Yes
- 2005: Zaina – Königin der Pferde (Zaïna, cavalière de l’Atlas)
- 2005: Ich sah den Mord an Ben Barka (J’ai vu tuer Ben Barka)
- 2005: Der Preis der Freundschaft (Gris blanc) (TV)
- 2006: James Bond 007: Casino Royale (Casino Royale)
- 2006: Die Schlange (Le serpent)
- 2007: Machtlos (Rendition)
- 2007: Zimmer 401 – Rückkehr aus der Vergangenheit (La disparue de Deauville)
- 2007: Spooks – Im Visier des MI5 (Spooks; Fernsehserie, 8 Folgen)
- 2008: Rekruten des Todes (Secret défense)
- 2008: The Wedding Song – Das Ende der Unschuld (Le chant des mariées)
- 2008: Die Husseins: Im Zentrum der Macht (House of Saddam, Fernsehvierteiler)
- 2009: Rage
- 2010: Tête de turc
- 2012: Zero Dark Thirty
- 2013: Eine ganz ruhige Kugel (Les invincibles)
- 2014: The Cut
- 2014: Colt 45
- 2014: Get – Der Prozess der Viviane Amsalem (Gett: Le procès de Viviane Amsalem)
- 2014: Eine verrückte Geschichte (Une historie de fou)
- 2016: Operation Duval – Das Geheimprotokoll (La mécanique de l’ombre)
- 2017: Djam
- 2017: Overdrive
- 2018: Sonata – Symphonie des Teufels (The Sonata)
- 2019: Einsam Zweisam (Deux moi)
- 2019: Vorhang auf für Cyrano (Edmond)
- 2019: Rebellinnen – Leg’ dich nicht mit ihnen an! (Rebelles)
- 2019: Les hirondelles de Kaboul (Stimme)
- 2019: Das Vorspiel
- 2021: L’Enfant caché
- 2021: Nachsaison (Basse Saison)
- 2022: Überdosis (Overdose)
- 2022: Sans répit – Ruhelos (Sans répit)